# Hedströmmen (naturreservat)
Hedströmmen är ett naturreservat i Köpings kommun och Skinnskattebergs kommun i Västmanlands län.
Området är naturskyddat sedan 1995 och är 38 hektar stort. Reservatet omfattar en sträcka av Hedströmmen med stränder  och består på stränderna av al och björk.